# Donuctenusa
Donuctenusa là một chi bướm đêm thuộc họ Noctuidae.